# Territorial (stile)

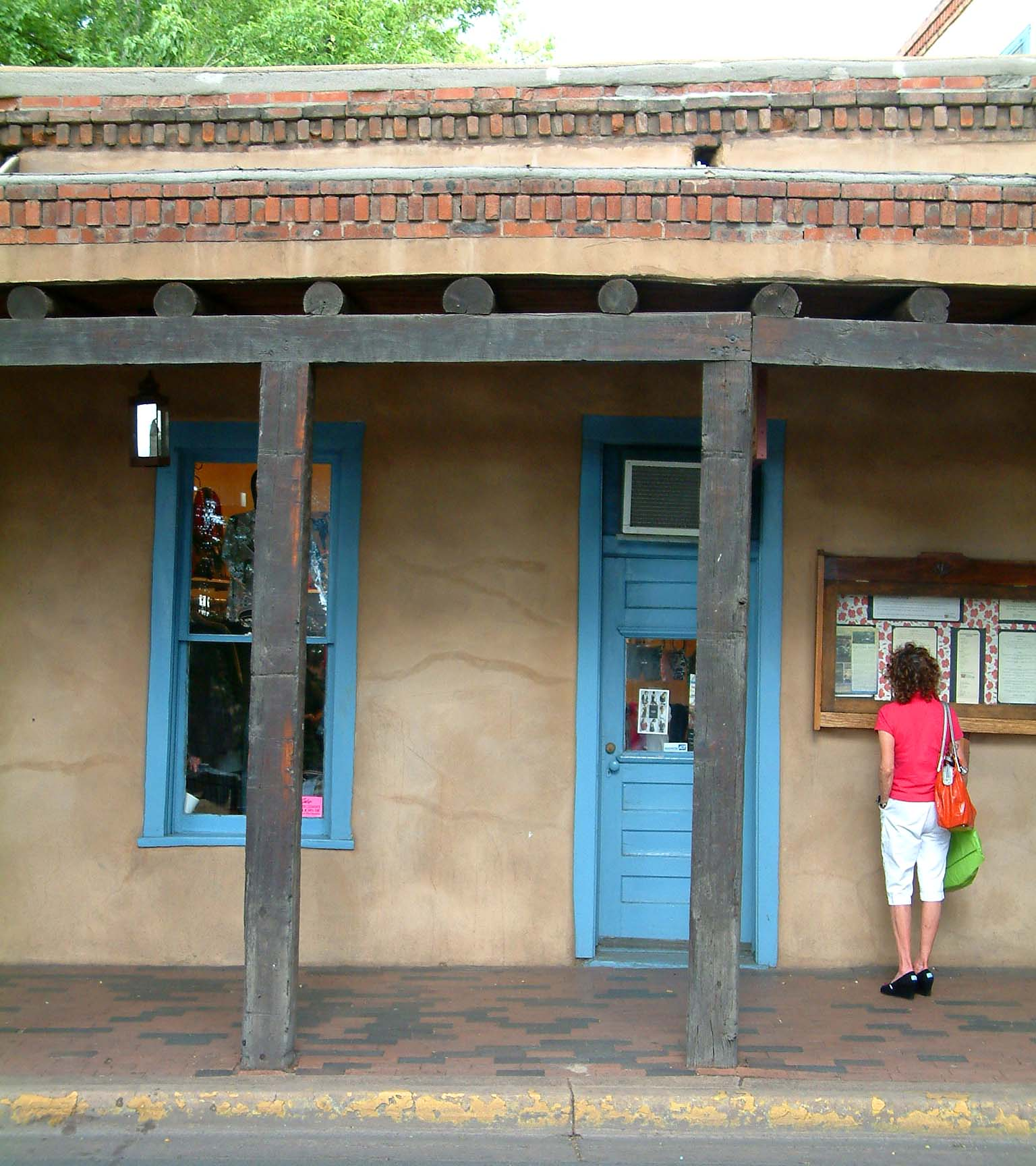
Architettura di stile Territorial con colonne squadrate, dentelli e finestre e porte incorniciate

Lo Stile Territorial (in inglese: Territorial style) fu uno stile architettonico sviluppatosi e prevalentemente utilizzato nel Territorio del Nuovo Messico dall'epoca dell'occupazione americana dell'area nel 1846 sino al 1912, anno in cui il Nuovo Messico divenne uno stato federato degli Stati Uniti.
Sottogruppi di questo stile, nel periodo 1860-1935, furono il Folk Territorial, il Folk Carpenter e lo Spanish Folk Territorial. Lo stile era particolarmente diffuso nel Nuovo Messico settentrionale e consisteva nell'applicazione di dettagli in legno derivati da altri stili come il neogotico o il Greek Revival a costruzioni di stile dei pueblos e delle missioni spagnole del Nuovo Messico. Lo stile ritornò di moda tra gli anni '30 e '40 del Novecento quando divenne noto come Territorial Revival assieme al Pueblo Revival, sempre nel Nuovo Messico.

## Storia
Quando gli americani, sotto la guida del generale Stephen Kearney giunsero nel Nuovo Messico nell'agosto del 1846, non trovarono le favolose città che si aspettavano e tecniche di costruzione a loro aliene. James Bennett, membro dei dragoni, descrisse Las Vegas, Nuovo Messico come "una gran pila di mattoni senza malta" aggiungendo che "a seguito di una più accurata ispezione in città tutto era polvere e sporcizia... [con] strade miserabili e sporche" mentre Mora, sempre nel Nuovo Messico, venne descritta da un altro soldato americano, Frank S. Edwards come composta "da un ammasso di case di fango", continuando, "nulla poteva essere più scoraggiante del rimanere nel territorio messicano dopo aver visto questa città."  La città di Santa Fe non aspirò più ammirazione, "un viaggiatore la definì un ammasso dilapidato di mattoni su una prateria per cani."

## Lo sviluppo dello stile americano
Ben presto "un numero crescente di anglo americani iniziarono ad arrivare con nuovi materiali ed idee architettoniche basati sulle comunità da cui provenivano. Legname e mattoni venivano importati da St. Louis e da Kansas City. Le finestre, in precedenza piccole, iniziarono a divenire doppie." Gli anglos tentarono di introdurre lo stile Greek Revival nell'architettura del Nuovo Messico.
Le prime modifiche si manifestarono alle cornici di finestre e porte, talvolta completate da persiane, semplicemente applicate sulle strutture esistenti. Per la mancanza di legname, una delle prime cose che Kearney fece fu importare dei macchinari per le costruzioni. Il passo successivo fu la produzione di tegole per ricoprire i tetti evitando così le infiltrazioni d'acqua e rendendo i tetti più leggeri. I costi di importazione ad ogni modo rendevano queste case estremamente proibitive come prezzi e pertanto vennero aperte in loco le prime aziende per la produzione di mattoni.
Per venire incontro alle esigenze del nuovo stile, gli anglos rimpiazzarono le colonne in legno tonde delle case con pilastrini squadrati in legno, spesso abbelliti con capitelli e decorazioni a traforo.